# Danses symphoniques (Rachmaninov)
Pour les articles homonymes, voir Danses symphoniques.
Les Danses symphoniques op. 45 ont été composées par Sergueï Rachmaninov en 1940. Dédiées au chef d'orchestre Eugene Ormandy et à l'orchestre de Philadelphie, il existe également une version pour deux pianos op. 45b. Rachmaninov écrivit en bas de la partition : « I Thank Thee, Lord » (Je rends grâce à Dieu).

## Contexte

### Composition
Rachmaninov compose les Danses symphoniques quatre ans après sa troisième Symphonie, principalement à Honeyman (Centerport, New York) surplombant le Long Island Sound. Son titre original était Danses fantastiques, avec les titres de mouvements « Midi », « Crépuscule », et « Minuit ». Alors que le compositeur écrit au chef d'orchestre Eugene Ormandy fin août 1940 que la pièce était finie et n'avait plus qu'à être orchestrée, le manuscrit de la partition complète porte les dates d'achèvement de septembre et octobre 1940. Elle fut créée par Ormandy et l'Orchestre de Philadelphie, à qui elle est dédiée, le 3 janvier 1941.

### Sur l'oeuvre
L'œuvre est pleinement représentative du style tardif du compositeur avec ses harmonies changeantes, le grotesque prokofievien et l'accent mis sur les couleurs tonales instrumentales individuelles (e.g. l'utilisation d'un saxophone alto dans la danse d'ouverture). Le motif d'ouverture de trois notes, introduit discrètement et renforcé par des accords fortement staccato, donne la vitalité rythmique du mouvement, rappelle le thème de la Reine de Chemakha dans l'opéra Le Coq d'or de Nikolaï Rimski-Korsakov, la seule musique d'un autre compositeur qu'il avait emportée de Russie avec lui en 1917.
Les Danses symphoniques combinent des sections rythmiques vivaces, rappelant Le Sacre du printemps d'Igor Stravinski. La vivacité rythmique, une caractéristique du style tardif de Rachmaninov, a pu être encore accentuée ici pour deux raisons. Premièrement, il est encouragé par le succès de sa Rhapsodie sur un thème de Paganini comme ballet en 1939 et veut écrire à sa suite. Deuxièmement, un matériau destiné à un ballet intitulé Les Scythes, commencé en 1914-15 est abandonné avant qu'il ne quitte la Russie. Bien qu'aucun manuscrit du ballet n'ait survécu, il est possible que certaines idées ont été réutilisé étant donné la mémoire remarquable de Rachmaninov.

## Analyse musicale
L'œuvre est remarquable pour son utilisation du saxophone alto comme instrument soliste — Rachmaninov fut conseillé quant à son usage par l'orchestrateur et compositeur américain Robert Russell Bennett. La composition inclut plusieurs citations d'autres œuvres de Rachmaninov, et peut être considérée comme un résumé de sa carrière de compositeur. La première danse se termine par un thème modifié de sa malheureuse première Symphonie (1897). La deuxième danse fantomatique est appelée « crépuscule » dans certaines esquisses. La danse finale est une sorte de lutte entre le thème du Dies iræ, représentant la Mort, et une citation du neuvième mouvement de ses Vêpres (1915), représentant la Résurrection. Le thème de la Résurrection s'avère victorieux à la fin (il écrivit le mot « Alléluia » à cet endroit dans la partition).
L'œuvre comporte trois mouvements.

### Non allegro
L’introduction comporte le motif court de trois notes qui va devenir le thème principal de ce mouvement. Le deuxième motif sec et rythmé inspire l’inquiétude renforcée par les coups de timbales et par la comparaison brusque des deux tonalités : la bémol majeur et la mineur.
Le thème principal a l’esprit d’une marche grotesque et dramatique. Par contraste avec le précédent, la partie centrale (en do dièse mineur) est d’un caractère calme et nostalgique. Le hautbois et la clarinette avec ses motifs ornementés donnent du relief au chant russe mélancolique exposé par un saxophone alto puis par les violons. Cette partie est suivie par le retour des deux motifs d’introduction dont le conflit mène au point culminant du mouvement et à la reprise.
La pacification se manifeste dans la coda sereine et calme. Rachmaninov y introduit un motif proche de l'un de ceux de sa Première symphonie qui est accompagné par le carillon imité ici par le piano, la harpe et le glockenspiel.

### Andante. Tempo di Valse
Rachmaninov se tourne ici vers la valse pour créer l’esprit élégiaque. L’introduction y oppose les sons sinistres des cuivres avec sourdines. Ce motif est repris plus tard dans ce même mouvement.
Le thème de la valse est élevé graduellement : exposé pour la première fois par le cor anglais, il sonne discrètement puis se développe et devient agité. La partie centrale fait écho à la Valse de Maurice Ravel. La reprise donne le développement encore plus fort et la coda rompt la structure rythmique de la valse, terminant le mouvement d’esprit dramatique.

### Lento assai ― Allegro vivace ― Lento assai. Come prima ― Allegro vivace.
Ce mouvement a pour base le motif Dies iræ qui est opposé au Béni es tu Seigneur tiré des Les Vêpres. L’apothéose finale de ce dernier thème est interrompu par le coup de tam-tam.

## Instrumentation
- Piccolo, 2 flûtes, 2 hautbois, cor anglais, 2 clarinettes en la et si{\displaystyle \flat }, clarinette basse en si{\displaystyle \flat },saxophone alto en mi{\displaystyle \flat } (premier mouvement seulement), 2 bassons, contrebasson
- 4 cors en fa, 3 trompettes en do, 3 trombones, tuba
- Timbales, triangle, tambour de basque, caisse claire, grosse caisse, tam-tam
- Xylophone (troisième mouvement seulement), glockenspiel, carillon tubulaire (troisième mouvement seulement), harpe, piano
- Premiers violons, seconds violons, altos, violoncelles, contrebasses

## Sur la dédicace
Avant la création de l'œuvre, l'auteur fit cette allocution aux membres de l'orchestre : « Quand j'étais jeune, Chaliapine était ma grande idole. Chaliapine n'est plus. Depuis lors, chaque fois que j'écris, c'est avec le son de Philadelphie dans mes oreilles. Aussi, qu'il me soit permis de dédier ma dernière composition au meilleur orchestre au monde, et à son chef, Eugène Ormandy... »